# 手塚学
手塚 学（てづか まなぶ、1962年5月27日 - ）はハートビート・北斗七星プロジェクト所属の俳優。

## プロフィール
- 本名　手塚学
- 血液型　O型
- 出身地　栃木県
- 趣味 旅行

## 経歴
少年時代より役者を志し、劇団若草に入団。
映画、テレビ、舞台の仕事を続けながら、日本大学芸術学部演劇学科に入学。
現在、舞台を中心に地道な芝居屋として活動中。

## 出演

### テレビドラマ
- 鳩子の海（NHK）
- 小春ちゃん（フジテレビ）
- 緑の夢を見ませんか（テレビ朝日）
- 明日の刑事（TBS）
- 少年ドラマシリーズ「未来からの挑戦」（NHK） - 吉田一郎 役
- 蔵の宿（TBS） - 松岡 役
- ママまっしぐら!2（TBS)
- こどもの事情（TBS） - 藤原先生 役
- 金曜エンタテイメント「赤い霊柩車16・疑惑の嫉妬殺人」（フジテレビ）

### 舞台
- NINAGAWAマクベス
- 杉良太郎公演「無法松の一生」
- 氷川きよし「草笛の音次郎」
- 鳥羽一郎、山川豊公演「晴れ姿、兄弟槍」
- 佐賀のがばいばあちゃん
- 都はるみ特別公演「好きになった人」

### 吹き替え、及び声の出演
- 刑事コロンボ 23話「愛情の計算」（ドラマ）
- キャプテン:劇場公開版（アニメ）
- 小さな恋のメロディ（映画）

### 今後の出演予定
- 吉幾三 特別公演「人生喜劇 十六代目婿養子」(舞台）